# County of Wetaskiwin No. 10
Das County of Wetaskiwin No. 10 ist einer der 63 Verwaltungsbezirke, ein „municipal districts“, in der Provinz Alberta, Kanada. Der Verwaltungsbezirk gehört zur Census Division 11 und ist Teil der Region Zentral-Alberta. Der Bezirk als solches wurde zum 13. Dezember 1915 eingerichtet (incorporated als „Municipal District of Montgomery No. 458“) und änderte zuletzt im Jahr 1958 seinen Namen, von „Municipal District of Wetaskiwin No. 74“, auf den aktuellen. Das County hat seinen Verwaltungssitz südwestlich der Stadt Wetaskiwin am Alberta Highway 13.
Der Verwaltungsbezirk ist für die kommunale Selbstverwaltung in den ländlichen Gebieten sowie den nicht rechtsfähigen Gemeinden, wie Dörfern und Weilern und Ähnlichem, zuständig. Für die Verwaltung der Städte und Kleinstädte in seinen Gebietsgrenzen ist er nicht zuständig.

## Lage
Der „Municipal District“ liegt im südlichen Zentrum der kanadischen Provinz Alberta, etwa 70 Kilometer südlich vom Edmonton bzw. 230 Kilometer nördlich vom Calgary. Der Bezirk liegt am nordöstlichen Rand des Palliser-Dreiecks und erstreckt sich über etwa 140 Kilometer in Ost-West-Richtung und über etwa 50 Kilometer in Nord-Süd-Richtung. In einem weiten Bogen durchfließt der Battle River den Bezirk. Im Westen, am Pigeon Lake, liegt mit dem Pigeon Lake Provincial Park einer der Provincial Parks in Alberta im Bezirk.
Die Hauptverkehrsachsen des Bezirks sind die in Nord-Süd-Richtung verlaufenden Alberta Highway 2, Alberta Highway 2A, Alberta Highway 20 und Alberta Highway 22, sowie der in Ost-West-Richtung verlaufende Alberta Highway 13. Der Highway 2 ist hier ein Abschnitt des CANAMEX Corridors, somit verläuft dieser auch durch den Bezirk. Außerdem verlaufen Eisenbahnstrecken der Canadian Pacific Railway durch den Bezirk.
Im Bezirk befinden sich mehrere Reservate (Pigeon Lake Indian Reserve No. 138A und Louis Bull Indian Reserve No. 138B, sowie Bezirksübergreifend Ermineskin Indian Reserve No. 138) verschiedener Völker der First Nations, hier hauptsächlich Gruppen der Plains Cree. Laut dem „Census 2016“ leben im 19,03 km² großen Pigeon Lake Indian Reserve No. 138A-Reservat 485 Menschen, im 31,51 km² großen Louis Bull Indian Reserve No. 138B-Reservat 1309 Menschen und im insgesamt 104,46 km² großen Ermineskin Indian Reserve No. 138-Reservat 2457 Menschen.
| Brazeau County    | Leduc County                                |                |
| Clearwater County | Kompassrose, die auf Nachbargemeinden zeigt | Camrose County |
| Clearwater County | Ponoka County                               |                |

## Bevölkerung
| Jahr | Erhebung          | Einwohner | Änderung | Fläche (km²) | Bev.-dichte (EW/km²) |
| ---- | ----------------- | --------- | -------- | ------------ | -------------------- |
| 2016 | Volkszählung 2016 | 11.181    | + 2,9 %  | 3.132,06     | 3,6                  |
| 2011 | Volkszählung 2011 | 10.866    | + 3,3 %  | 3.129,40     | 3,5                  |

## Gemeinden und Ortschaften
Folgende Gemeinden liegen innerhalb der Grenzen des Verwaltungsbezirks:
- Stadt (City): Wetaskiwin
- Kleinstadt (Town): Millet
- Dorf (Village): keine
- Weiler (Hamlet): Alder Flats, Buck Lake, Falun, Gwynne, Mulhurst Bay, Village at Pigeon Lake, Westerose, Winfield

Außerdem bestehen noch weitere, noch kleinere Ansiedlungen und Einzelgehöfte. Ebenfalls liegen im Bezirk mehrere Sömmerdörfer („Summer Village of Argentia Beach“, „Summer Village of Crystal Springs“, „Summer Village of Grandview“, „Summer Village of Ma-Me-O Beach“, „Summer Village of Norris Beach“, „Summer Village of Poplar Bay“, „Summer Village of Silver Beach“). Bei den Sommerdörfern handelt es sich um eine besondere Verwaltungseinheit mit teilweise eigener Verwaltung. Weiterhin liegen im Bezirk auch mehrere Kolonien der Hutterer. Diese Kolonien haben eine dorfähnliche Struktur und in der Regel 100 bis 150 Einwohnern.